# Tamburello

Curva Tamburello en el trazado 1980-1994 del Autodromo Enzo e Dino Ferrari.

Tamburello era una curva del Autodromo Enzo e Dino Ferrari, Imola, Italia. Se hizo conocida debido al accidente que le costó la vida a Ayrton Senna durante el Gran Premio de San Marino de Fórmula 1, el 1 de mayo de 1994. En 1995, la curva se convirtió en chicane.

## Descripción
La antigua curva Tamburello era una curva de muy alta velocidad, donde los monoplazas alcanzaban velocidades de alrededor de 320 km/h. Debido a que había un arroyo al lado de la curva, el área de escape era pequeña para las velocidades alcanzadas. Por motivo del fatal accidente de Ayrton Senna, se decidió cambiar el diseño de la curva a una chicane de velocidad media y así se ha mantenido hasta el día de hoy.

## Accidentes
En esta curva se han producido varios accidentes:

### 1987
En 1987, Nelson Piquet sufrió un accidente en la curva Tamburello. Un neumático de su Williams FW11B reventó, provocando un violento impacto contra el muro (cuando el monoplaza volvió a boxes, el ingeniero de Williams, Patrick Head, no pudo confirmar si el accidente se debió a un fallo mecánico, aunque tanto él como Nigel Mansell observaron el restos del coche de Piquet lo más minuciosamente posible). Candidato al título, el brasileño, a pesar de estar aturdido tras la caída, afirmó haber sufrido sólo una lesión en el tobillo. Llevado al hospital Bellaria de Bolonia, a 40 kilómetros del circuito le diagnosticaron un traumatismo craneoencefálico y un esguince en la rodilla izquierda. Aunque el estado general no era grave, el director médico de la FIA, Sid Watkins, le recomendó no competir. Durante el fin de semana, Piquet trabajó como comentarista invitado en la televisión italiana. Años más tarde, reveló que sufrió dolores de cabeza, dificultades para dormir, fallos en la visión profunda y, en ocasiones, visión doble como consecuencias del accidente y, durante el resto de la temporada 1987, se sometió a tratamiento médico en secreto, siendo revocado de su superlicencia a petición de Williams o sugerencia de Watkins.

### 1989
En 1989, Gerhard Berger, iba en quinta posición cuando, mientras se disponía a adelantar a Riccardo Patrese, el alerón delantero de su Ferrari se rompió inesperadamente. El coche tomó velocidad, llegó a la curva recto y chocó con fuerza. El tanque de combustible, casi lleno, goteó y provocó un incendio. Los bomberos llegaron en 15 segundos y extinguieron el fuego. La carrera fue detenida con una bandera roja.
Debido a la rápida contención de las llamas y a la protección del mono, guantes y pasamontañas, Berger sufrió quemaduras leves. Fue retirado en camilla y trasladado al centro médico del circuito.

### 1992
Riccardo Patrese en 1992 se escapó de la curva con su Williams, pero sólo sufrió una lesión en el cuello.

### 1994
En la séptima vuelta, Ayrton Senna se estrelló directamente contra el muro de Tamburello a 210 km/h (130 mph).
A las 14:17 (hora local), se desplegó la bandera roja para indicar que la carrera había sido detenida y Sid Watkins, médico jefe de la categoría, llegó al lugar para tratar a Senna. Cuando una carrera se detiene bajo una bandera roja, los monoplazas deben reducir la velocidad y regresar a boxes o a la grilla de partida. Esto protege a los comisarios de carrera y al personal médico en el lugar del accidente y permite un acceso más fácil para los vehículos médicos al lugar del incidente. Aproximadamente 10 minutos después, un comisario permitió que el piloto francés Érik Comas (campeón de Fórmula 3000 en 1990) abandonara los boxes, a pesar de que el circuito estaba cerrado bajo banderas rojas. Frenéticamente, los comisarios de carrera le hicieron señas cuando llegó al lugar del accidente casi a toda velocidad. Durante unos minutos las comunicaciones en el circuito se habían cortado permitiendo al piloto abandonar la parada en boxes y volver a la carrera. Comas dijo más tarde que fue culpa de un comisario que lo dejó entrar a la pista. Las imágenes de Senna siendo atendido en la pista fueron difundidas por la emisora italiana RAI a todo el mundo, mientras las cámaras de la BBC enfocaban el pitlane. Senna fue sacado del Williams y llevado en helicóptero al Hospital Maggiore, cerca de Bolonia. Los equipos médicos continuaron atendiéndolo durante el vuelo. 37 minutos después del accidente, a las 14:55 hora local, se reanudó la carrera.
Dos horas y 20 minutos después de que Michael Schumacher cruzara la meta, a las 18:40 hora local, la doctora María Teresa Fiandri anunció que Senna había muerto. Sin embargo, la hora oficial de su deceso fue las 2:17 pm hora local, lo que significa que Senna murió instantáneamente. La causa de la muerte establecida por la autopsia determinó que un trozo de la suspensión del coche le perforó el casco y el cráneo.

### 2021
En 2021, un grave accidente se produjo en la vuelta 31 entre George Russell (Williams) y Valtteri Bottas (Mercedes) justo antes de la chicane Tamburello. Russell activó el alerón trasero móvil (DRS) en la recta de boxes para intentar adelantar a Bottas por el exterior. Sin embargo, después de que el finlandés se moviera ligeramente hacia la derecha, el británico puso su rueda delantera derecha sobre la hierba, que estaba muy mojada, resbalando y golpeando violentamente el monoplaza de Bottas. Tras el choque, ambos monoplazas terminaron en la barrera protectora después de un impacto considerable contra la misma. Russell estaba bastante irritado, bajándose de su monoplaza y dirigiéndose hacia el de Bottas para expresarle su enfado, reiterando que esperaba una reacción más «amistosa» del finlandés en la lucha por la novena plaza de la carrera. Con el impacto y los innumerables escombros en la pista, dirección de carrera izó la bandera roja en la vuelta 34 y detuvo la carrera hasta que la pista volviera a estar despejada y limpia.